# Vagabond (resemagasin)
Vagabond är ett svenskt resemagasin. Första numret av Vagabond kom ut 1987. Vagabond bedriver också förlagsverksamhet och ger ut guideböcker och arrangerar skrivarkurser. 
Vagabond startades av Christian Nyreröd, Frankie Fouganthin och Per J. Andersson. De två förstnämnda jobbade heltid med projektet från uppstartningsskedet 1986. Året därpå tillkom Kerstin Malmström och senare Johan Tell. Till delägare knöts även Maya Heckscher och Alexandra Kindblom. 2005 sålde de tidningen till Egmont Tidskrifter.
Sedan 2011 sitter Vagabond:s redaktion tillsammans med övriga Egmont Publishing-magasin i gemensamma redaktionslokaler i Solna. Egmont driver tidningen vidare i samma anda som före ägarskiftet.
2008 fick Vagabond publishingpriset i kategorin fack/specialtidningar. Juryns motivering: För en lyhörd, trendsättande tidning med tydlig identitet, bra bilder och utmärkta texter med substans.
Chefredaktör och ansvarig utgivare är Fredrik Brändström.